# Batalha de Kunersdorf
A Batalha de Kunersdorf, lutada na Guerra dos Sete Anos, foi a derrota mais devastadora de Frederico II da Prússia. No dia 12 de agosto de 1759, nas proximidades de Kunersdorf (Kunowice), a leste de Frankfurt (Oder), 50 900 prussianos foram derrotados por um exército combinado de 41 000 russos e 18 500 austríacos sob o comando de Pyotr Saltykov. Somente 3000 soldados dos 50 900 prussianos retornaram para Berlim depois da batalha, apesar de que muitos outros fugiram.
A batalha começou com um ataque prussiano ao flanco russo. Esse ataque foi tão bem sucedido que se Frederico tivesse parado por aí (como seu irmão havia ordenado), Kunersdorf teria sido uma vitória prussiana. Entretanto o líder prussiano quis testar seu sucesso inicial e decidiu continuar a luta. Enquanto o ataque prussiano perdia força, a cavalaria austríaca (até então mantida na reserva) entrou na batalha. No entanto, Frederico foi capaz de reagrupar e manter a pressão nos aliados.
O ponto máximo da batalha foi nas horas iniciais da noite com um ataque maciço da cavalaria prussiana sob o comando de Friedrich Wilhelm von Seydlitz sobre o centro e a artilharia russos. A cavalaria prussiana sofreu grandes perdas e retirou-se em completa desordem. O próprio Seydlitz ficou gravemente ferido. A cavalaria aliada, que incluía a cavalaria pesada russa, os Croats e os Kalmyks, contra-atacaram e dispersaram o que sobrou do exército prussiano. O rei Frederico II quase foi capturado e ficou ferido ao atirar em si mesmo. Ele ficou sozinho numa pequena colina com seu florete fincado no chão atrás dele - determinando que ele sustentaria a linha contra todos os inimigos sozinho ou morreria. O capitão da cavalaria, Ernst Sylvius von Prittwitz, foi ao resgate do rei com seu esquadrão e convenceu Frederico a sair.
Os russos e os austríacos perderam menos do que 15 000 homens (aproximadamente 5000 mortos). Os prussianos sofreram uma derrota severa ao perder 172 canhões, 6000 mortos, 13 000 feridos e 26 000 soldados que fugiram. Quatro dias depois da batalha a maioria dos 26 000 homens que haviam fugido reapareceram e o exército de Frederico passou a contar com 32 000 homens e 50 canhões.
A Batalha de Kunersdorf foi a primeira batalha onde unidades regulares de artilharia a cavalo foram usadas. Eram, essencialmente, um híbrido de cavalaria e artilharia, onde todo o destacamento utilizou os cavalos durante a batalha. A unidade tinha sido formada recentemente e lutou no lado prussiano. Apesar de terem sido destruídas durante a batalha, as baterias foram reorganizadas no mesmo ano e participaram na Batalha de Maxen.